# 聖米格爾阿卡坦
聖米格爾阿卡坦（西班牙語：San Miguel Acatán），是危地馬拉的城鎮，位於該國西北部，由韋韋特南戈省負責管轄，面積152平方公里，海拔高度1,797米，2002年人口21,805，人口密度每平方公里143.45人。
15°42′N 91°37′W / 15.700°N 91.617°W